# بلد الوليد (مقاطعة)
مقاطعة بلد الوليد (بالإسبانية: Valladolid، فايادوليد) هي مقاطعة إسبانية تقع في شمال غرب الدولة، تقع ضمن حدود منطقة قشتالة وليون.
عاصمتها هي مدينة بلد الوليد، تنقسم المقاطعة إلى 225 بلدية.

## الجغرافيا
تقع مقاطعة بلد الوليد في شمال غرب إسبانيا تحدها من الشمال مقاطعة بالنثيا، ومقاطعة ليون، ومن الجنوب مقاطعة آبلة، مقاطعة شقوبية ومقاطعة شلمنقة، ومن الشرق مقاطعة برغش، ومن الغرب مقاطعة سمورة.
تبلغ مساحة مقاطعة بلد الوليد 8.110 كم².

## الديموغرافيا
يبلغ عدد سكان مقاطعة بلد الوليد 534.874 نسمة عام 2011 (وفقاً للمعهد الوطني للإحصاء الإسباني).
فيما يلي قائمة أكبر البلديات من حيث عدد السكان (بتاريخ 1 يناير 2011):
1. بلد الوليد 313.437 نسمة
2. لاغونا ديل دويرو 22.334 نسمة
3. ميدينا ديل كامبو 21.607 نسمة
4. أرويو دي لا إنكوميندا 14.461 نسمة
5. توردسيلاس 9.172 نسمة
6. توديلا دي دويرو 8.746 نسمة
7. لا ثيستيرنيغا 8.253 نسمة
8. إسكار 6.871 نسمة
9. ثاراتان 5.621 نسمة
10. بينيافييل 5.616 نسمة

## معرض صور

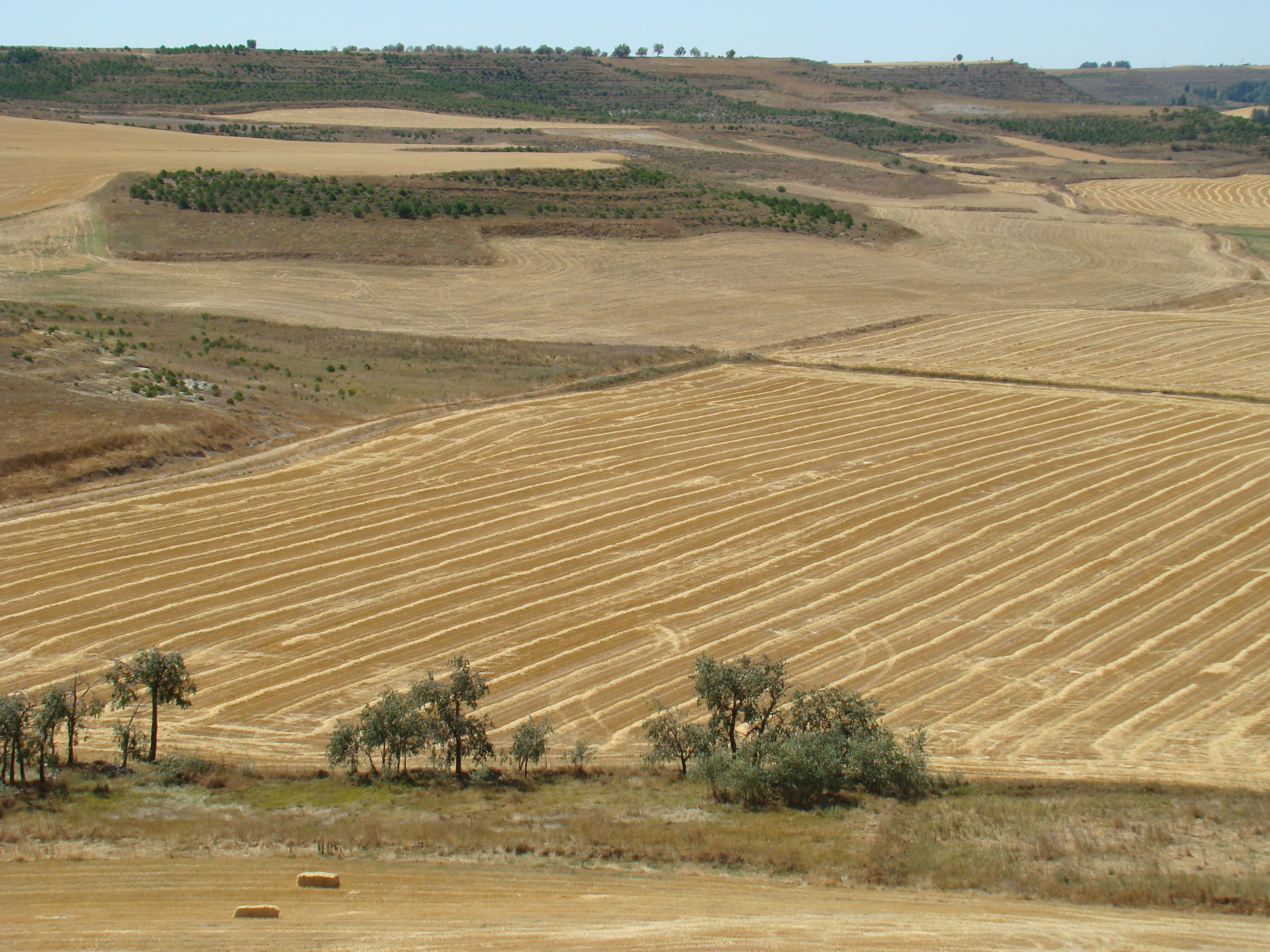
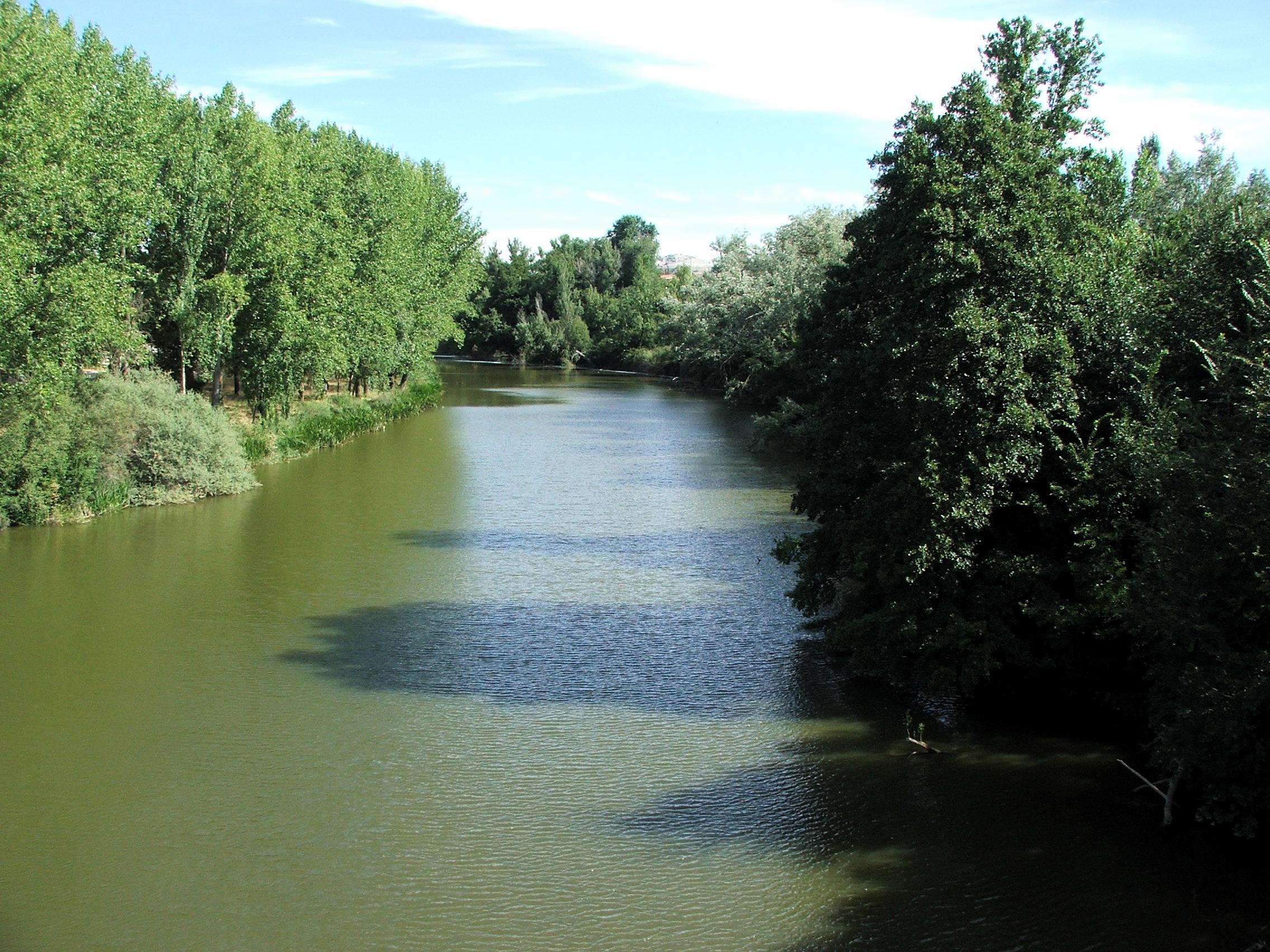
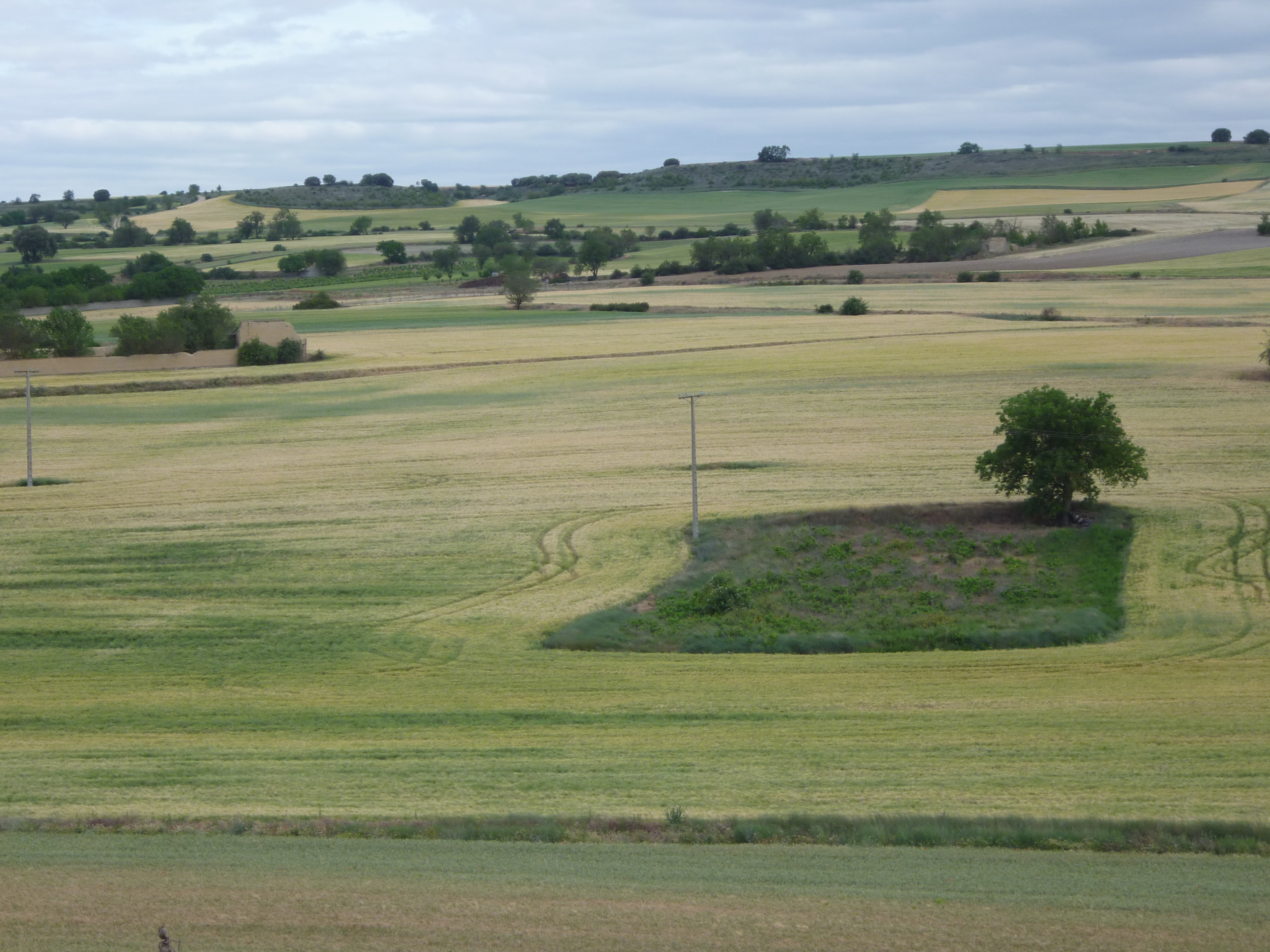
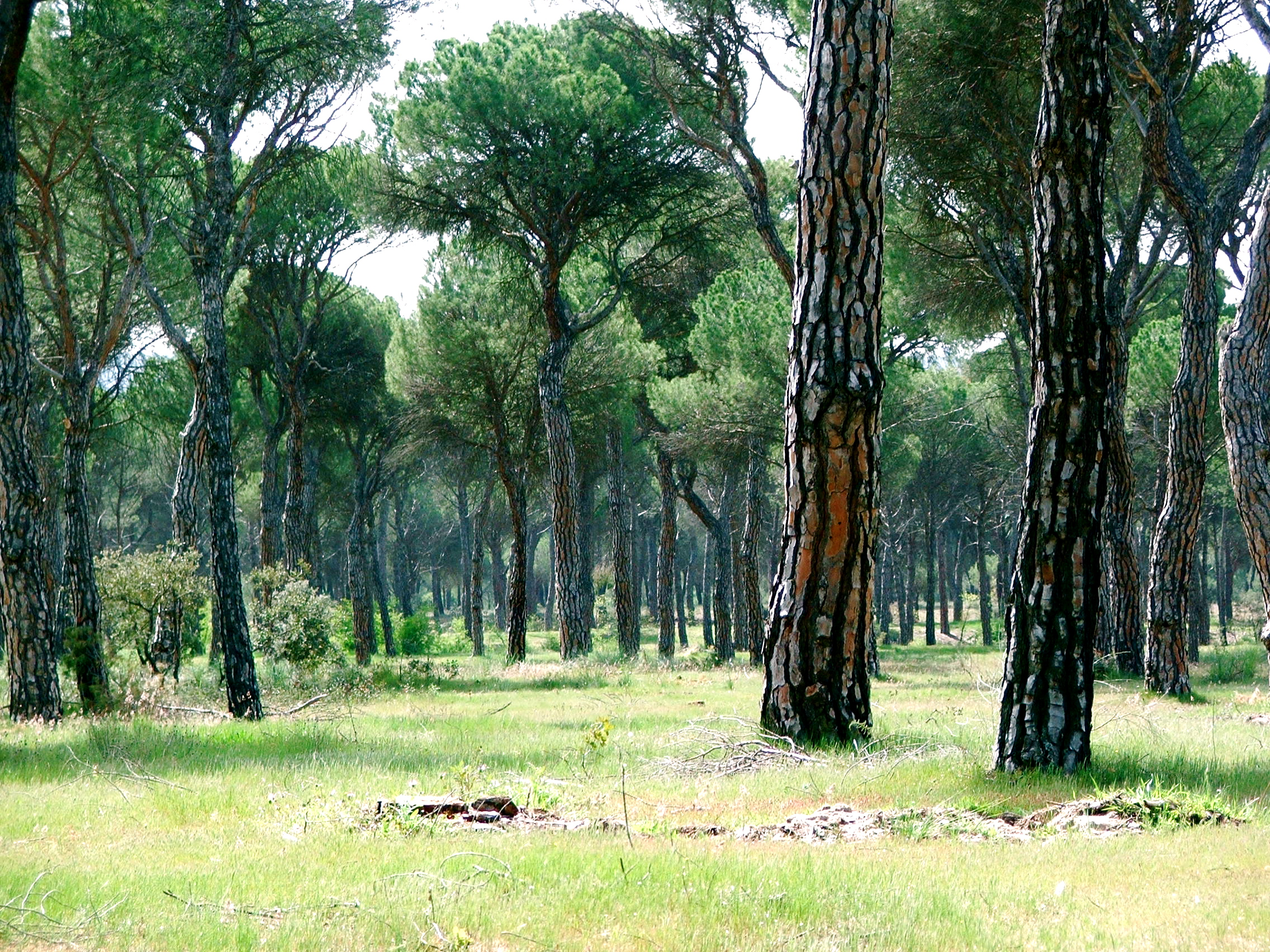
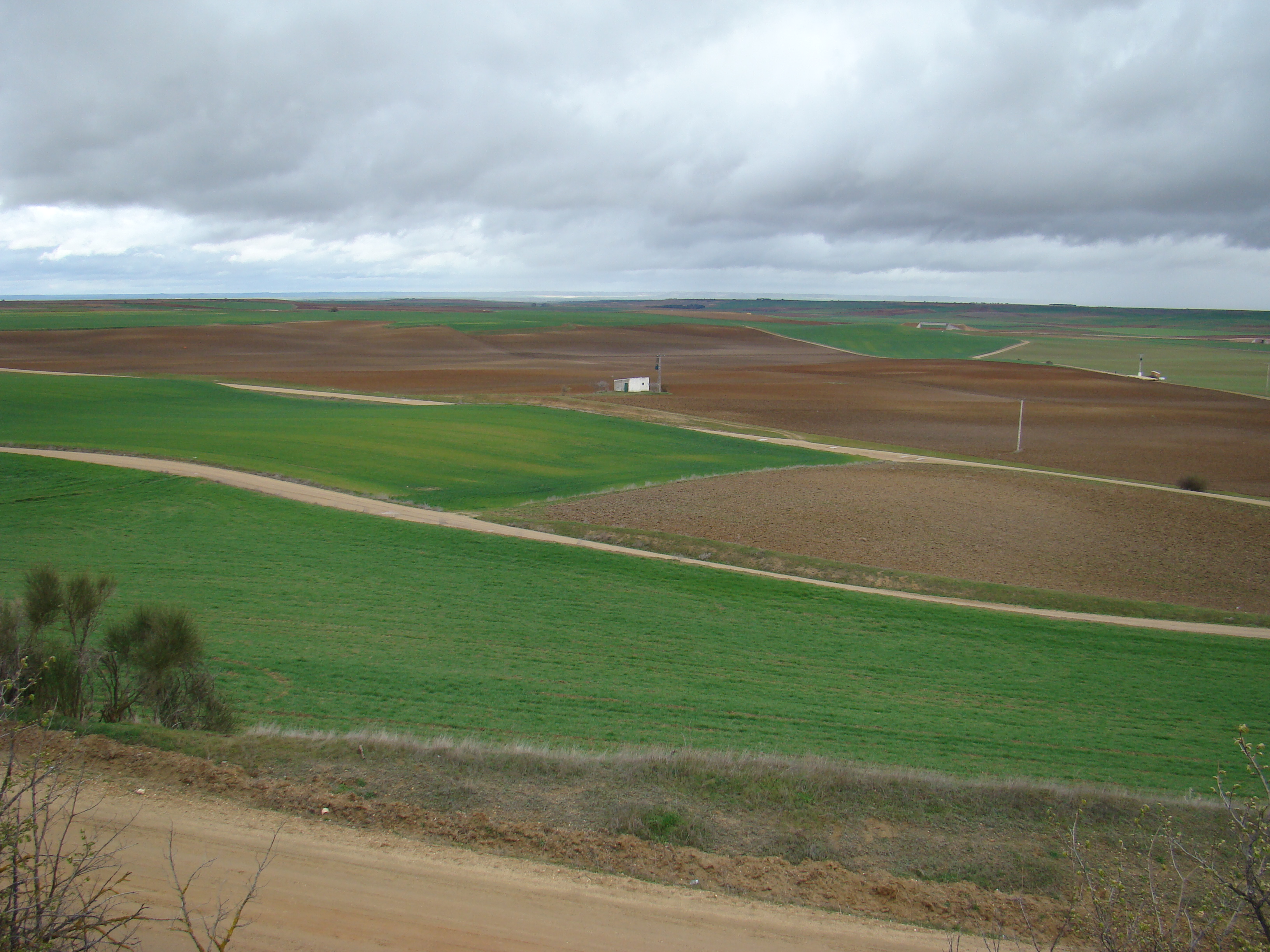